# Al Khalq (huyện)
Huyện Al Khalq là một huyện thuộc tỉnh Al Jawf, Yemen. Đến thời điểm năm 2003, huyện này có dân số 14123 người